# Дрейпер, Чарльз (музыкант)
Чарльз Дре́йпер (англ. Charles Draper; 23 октября 1869, Одкомб, графство Сомерсет — 21 октября 1952, Сербитон, близ Лондона) — британский кларнетист и педагог.
Родился в семье виолончелиста Сэмюэла Дрейпера, после его ранней смерти воспитывался под руководством старшего брата, Пола, давшего ему первые уроки игры на кларнете. В 1888 году начал учиться у Генри Лазаруса сначала частным образом, а затем — в Королевском музыкальном колледже, после чего ещё год совершенствовался у Джулиана Эджертона. Всё это время Дрейпер играл на инструменте с упрощённой системой клапанов, однако, услышав исполнение Мануэля Гомеса, он решил перейти на кларнет системы Бёма.
В последующие годы Дрейпер много выступал и делал граммофонные записи. Его игра отличалась богатством тона, точностью фразировки и виртуозной техникой. С 1895 года он играл в оркестре «Кристал Палас», а также в оркестре королевы Виктории. В 1903 году Дрейпер стал первым исполнителем концерта для кларнета с оркестром Чарльза Стэнфорда, ему же посвящена соната для кларнета и фортепиано того же автора. Два года спустя Дрейпер вместе с Джоном Сандерсом и флейтистом Эли Хадсоном стал одним из основателей Нового симфонического оркестра.
Дрейпер имеет огромное значение как педагог, оказавший влияние на развитие английской школы исполнительства на кларнете. Он преподавал в Гилдхоллской школе музыки и театра (1895—1940), колледже Тринити, Королевском музыкальном колледже. Среди его учеников наиболее известен Фредерик Тёрстон.